# Mieży
Mieży (biał. Межы; ros. Межи) – osiedle na Białorusi, w obwodzie homelskim, w rejonie homelskim, w sielsowiecie Dauhalessie.